# ليذرفيس: مجزرة منشار تكساس III (فلم)
ليذرفيس: مجزرة منشار تكساس III (بالإنجليزية: Leatherface: The Texas Chainsaw Massacre III) هو فيلم رعب تم إنتاجه في الولايات المتحدة وصدر سنة 1990 بطولة كين فوري وكيت هودج وهو الجزء الثالث من سلسلة «مجزرة منشار تكساس».

## القصة
زوجان من كاليفورنيا يلتقيان بناجي من «ليذرفيس» وعائلته المجنونة.

## الميزانية والإيرادات
حقق الفيلم أرباح تقدر بـ 5.7 مليون دولار.

## روابط خارجية
- مقالات تستعمل روابط فنية بلا صلة مع ويكي بيانات